# Alan Soble
Alan Gerald Soble (/ˈsoʊbəl/; Filadelfia, 1947) es un filósofo estadounidense, cuyas varias obras se especializan en la filosofía de la sexualidad. Entre 1986 y 2006, impartió clases en la Universidad de Nueva Orleans. Actualmente es profesor auxiliar de filosofía en la Universidad Drexel, en Filadelfia.

## Biografía
Soble nació en 1947 en Filadelfia, Pensilvania; sus padres fueron William y Sylvia Soble. A comienzos de su carrera profesional, escribió textos relacionados con la ética y la epistemología. Hacia finales de la década de 1970, comenzó a colaborar en la articulación de nueva especialidad de la filosofía de la sexualidad, convirtiéndose en uno de los expertos fundadores y líderes de ese campo. En 1977, mientras estaba en la Universidad de Texas en Austin, también llegó a ser el fundador de la Sociedad de la Filosofía de la Sexualidad y el Amor, ejerciendo como director de esta entre 1977 y 1992; los debates dentro de la sociedad fueron publicados en 1997, bajo el título de  Sex, Love, and Friendship ("Sexo, amor y amistad"), con Soble como editor.
En los siguientes años, Soble ha escrito y editado numerosos trabajos relacionados con ese campo. A finales de 2005, finalizó Sex from Plato to Paglia ("Sexualidad desde Platón hasta Paglia"), siendo la principal fuente bibliográfica sobre la filosofía de la sexualidad.
Entre 1986 y 2006, Alan Soble fue profesor investigador en la Universidad de Nueva Orleans.

## Principales obras
- Power, Nicholas; Halwani, Raja y Soble, Alan eds. (2012). Philosophy of Sex (Filosofía del sexo), 6° edición. Rowman and Littlefield. ISBN 978-1-4422-1671-6.
- Soble, Alan (2008). The Philosofhy of Sex and Love: An Introduction (La filosofía del sexo y el amor: Una introducción), 2° edición, revisada y expandida. Paragon House. ISBN 978-1-55778-875-7.
- Soble, Alan (2006). Sex from Plato to Paglia: A Philosofical Encyclopedia (Sexualidad desde Platón hasta Paglia: Una enciclopedia filosófica), (editor), 2 volúmenes. Greenwood Press. ISBN 0-313-32686-X.
- Soble, Alan (2002). Pornography, Sex, and Feminism (Pornografía, sexualidad y feminismo). Prometheus Books. ISBN 1-57392-944-1.
- Soble, Alan (1996). Sexual Investigations (Investigaciones sexuales), New York University Press. ISBN 0-8147-8085-7.
- Soble, Alan (1990). The Structure of Love (La estructura del amor). Yale University Press. ISBN 0-300-04566-2
- Soble, Alan (1986). Pornography: Marxism, Feminism and the Future of Sexuality (Pornografía: Marxismo, feminismo y el futuro de la sexualidad). Yale University Press. ISBN 0-300-03524-1.